# الخضراء (منفذ حدودي)
الخضراء منفذ حدودي يقع في منطقة نجران جنوب المملكة العربية السعودية ويعتبر أحد حلقات الوصل الأربعة البرية التي تربط بين المملكة العربية السعودية والجمهورية اليمنية؛ وهي منفذ علب ومنفذ الوديعة ومنفذ الطوال ومنفذ الخضراء.

## موقعة
يقع منفذ الخضراء جنوبًا عن مدينة نجران ويتبع لها إداريًا، تم إغلاق المنفذ مؤقتًا أثر الحرب بين المملكة والميليشيات الحوثية وتحويل المسافرين إلى منفذ الوديعة.